# Urpo Harva
Urpo Hemminki Harva, född 22 maj 1910 i Vambula, död 29 juli 1994 i Lojo, var en finländsk filosof och pedagog.
Harva blev filosofie doktor 1935. Han var 1946–1973 professor i folkbildningslära, senare vuxenpedagogik vid Samhälleliga högskolan, sedermera Tammerfors universitet. Från  16 april 1945 till 29 februari 1948 tjänstgjorde han som universitetets rektor.
Förutom en dissertation om G.I. Hartmans filosofi (1935) och ett antal verk om vuxenpedagogik publicerade Harva några filosofiska arbeten om kristendomen och psykologin, människan i välfärdssamhället, abort, eutanasi med mera. Han deltog aktivt i samhällsdebatten särskilt i etiska frågor.